# Carrozzeria Accossato
La Carrozzeria Accossato è una carrozzeria automobilistica italiana attiva dai primissimi anni dopo la Seconda guerra mondiale al 1956, come stilista automobilistico e negli anni seguenti come costruttore di carri funebri.

## Storia
La Carrozzeria Accossato nacque per volere di Ernesto Accossato, che aprì la sede a Torino in via Beaulard 61. I primi lavori di Accossato erano trasformazioni su base Fiat Topolino. Alcune di queste sue creazioni erano in pratica la trasformazione delle piccole vetture in modo tale da ospitare non più due ma quattro passeggeri. 

Il lancio della Fiat 1400 nel 1950 procurò ad Accossato una serie di idee su possibili reinterpretazioni su tale base. Fu così che nel 1951 la berlina torinese fornì lo spunto ad Accossato per la creazione di una berlina a due porte e di un veicolo funebre. Quello dei mezzi funebri avrebbe costituito il principale campo di attività della carrozzeria torinese. Negli anni di attività della Carrozzeria Accossato, avrebbe prestato collaborazione anche Giovanni Michelotti, che nell'immediato dopoguerra aveva anch'egli aperto una sua carrozzeria.

Non mancarono però anche splendide fuoriserie per Accossato, in particolare su base 1100/103 e 1900 (vedi foto della Fiat 1900 Coupé AccossatoArchiviato il 12 aprile 2013 in Archive.is.).

Molto particolare è stata anche la 600 Week-end, un'insolita interpretazione dell'utilitaria torinese degli anni cinquanta e sessanta, che diventa una sorta di coupé dotata di un piccolo sportello laterale posteriore, dietro la portiera principale lato guida, che serviva ad agevolare i piccoli carichi.

Nel 1956 Ernesto Accossato cessò di dedicarsi alla creazione di fuoriserie in favore della sola produzione di carri funebri.